# 遠東航空134號班機空難
遠東航空134號班機是由台灣花蓮機場飛往台北松山機場的班機。1975年7月31日，一架隸屬於遠東航空的維克斯子爵式客機在執行此航班任務時，在進場台北松山機場重飛失敗失速墜毀於跑道。

## 死亡人數及空難原因
此次空難共造成27人死亡。
原因為大雨中能見度差，機長錯過重飛時機點，導致升力喪失而墜毀於松山機場跑道上

## 事故後續
由於B-2009及B-2029相繼失事，從此遠東航空決定未來所有機身編號將永遠跳過字尾9號。加上事實上，遠東航空原無偶數字尾，而字尾03號又已因2次失事而被跳過，故可用的字尾尚有1、5、7、11、13等。

## 外部連結
- Aviation Safety Net （页面存档备份，存于） 事故資料
- Airliners.net （页面存档备份，存于） 遠東航空同型機照片

1. ↑  . Xuite日誌. 2006年  [2015-08-13]. （原始内容存档于2019-06-19）.（繁體中文）